# 蓮華部院

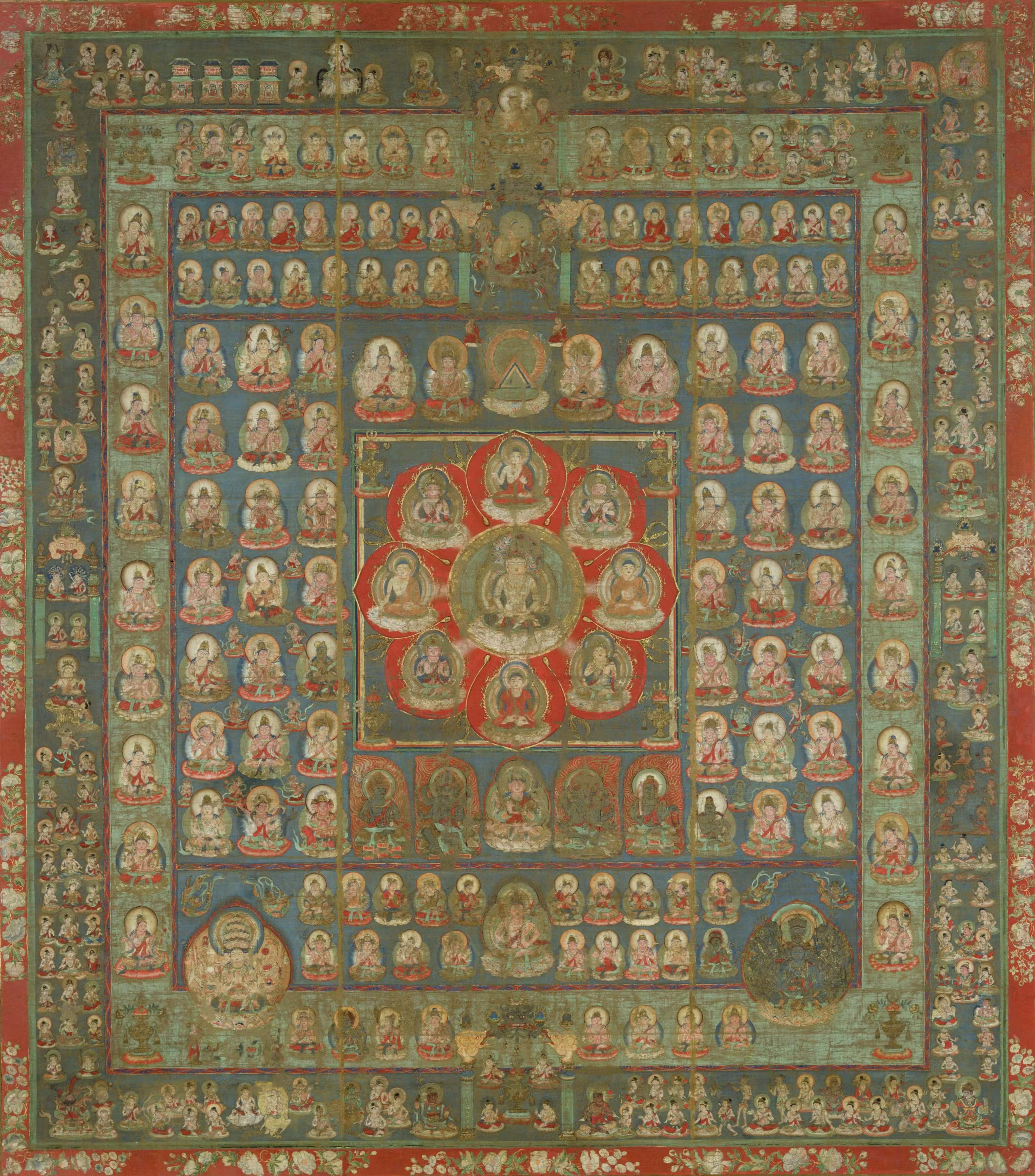
胎蔵曼荼羅

蓮華部院（れんげぶいん）は両界曼荼羅の一つ胎蔵曼荼羅の中央左（中台八葉院の左側）に位置する区画（院）。
「観自在院（かんじざいいん）」とも呼ばれる。蓮華のように曇りのない菩提心を象徴する。
21の菩薩が座する。
| 被葉衣菩薩 ひようえぼさつ sa                 | 大随求菩薩 だいずいくぼさつ pra                  | 蓮華部発生菩薩 れんげぶほっしょうぼさつ sa |
| 白身観世音菩薩 びゃくしんかんぜおんぼさつ sa | 窣堵波大吉祥菩薩 そとばだいきちじょうぼさつ sa   | 大勢至菩薩 だいせいしぼさつ saḥ            |
| 豊財菩薩 ぶざいぼさつ sa                     | 耶輸陀羅菩薩 やしゅだらぼさつ ya                 | 毘哩倶胝菩薩 びりぐちぼさつ bhṛ            |
| 不空羂索菩薩 ふくうけんじゃくぼさつ mo       | 如意輪菩薩 にょいりんぼさつ hrīḥ                 | 聖観自在菩薩 しょうかんじざいぼさつ sa     |
| 水吉祥菩薩 すいきちじょうぼさつ sa           | 大吉祥大明菩薩 だいきっしょうだいみょうぼさつ sa | 多羅菩薩 たらぼさつ taṃ                    |
| 大吉祥変菩薩 だいきっしょうへんぼさつ sa     | 大吉祥明菩薩 だいきっしょうみょうぼさつ sa       | 大明白身菩薩 だいみょうびゃくしんぼさつ sa |
| 白処尊菩薩 びゃくしょそんぼさつ paṃ          | 寂留明菩薩 じゃるみょうぼさつ sa                 | 馬頭観音菩薩 ばとうかんのんぼさつ hūṃ      |